# Universitat d’Andorra

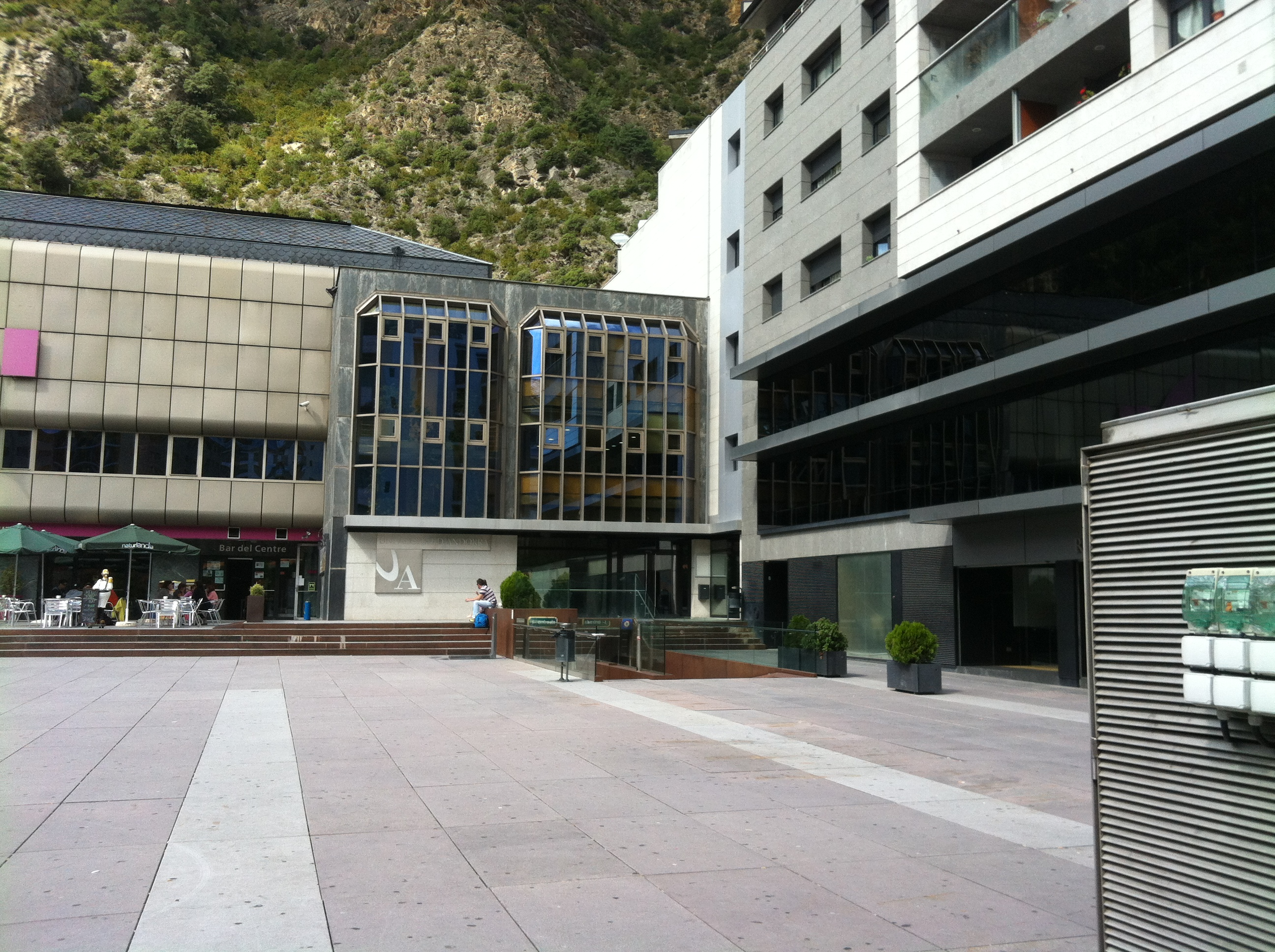
Universitat d’Andorra (2014)

Die Universitat d’Andorra ist eine staatliche Universität und die einzige Universität Andorras. Sie befindet sich in der Gemeinde Sant Julià de Lòria und wurde 1988 gegründet. Die Universität besitzt eine Fakultät für Krankenpflege und eine Fakultät für Informatik. Das Centre d’Estudis Virtuals Andorra, die „virtuelle Universität“, ist ebenfalls in der Universität integriert.
Die Universität ist Mitglied der European University Association und des Institut Joan Lluís Vives.